# Зонд 2
Зонд 2 е съветска космическа сонда от програма Марс. Поради ненавлизане в правилна траектория апарата е обявен официално за част от космическа програма Зонд. Това е петият съветски космически апарат, изпратен към Марс.

## Конструкция
Зонд 2 носел фототелевизионна камера от същия тип, която била използвана по-късно от Зонд 3, за да заснеме Луната. Системата от камери включвала и два ултравиолетови спектрометъра. Както и на Марс 1, инфрачервена камера била инсталирана за търсене на следи от метан на Марс.
Сондата е била оборудвана и с 6 пулсиращи електрически ракетни двигателя, които служили за поддържане на ориентацията. Те били първите използвани на космически кораб. Тази система била тествана 70 минути.

## Полет
Космическият апарат е изстрелян на 30 ноември 1964 г. с ракета-носител Мълния. По време на някои маневри в началото на май 1965 г. връзката с кораба била изгубена. Движейки се на половин мощност поради загубата на един от слънчевите панели, корабът прелетял покрай Марс на 6 август 1965 със скорост 5,62 km/s на около 1500 km от планетата.